# Deltaria
Deltaria é um género botânico pertencente à família Thymelaeaceae.